# 엘렌 드류

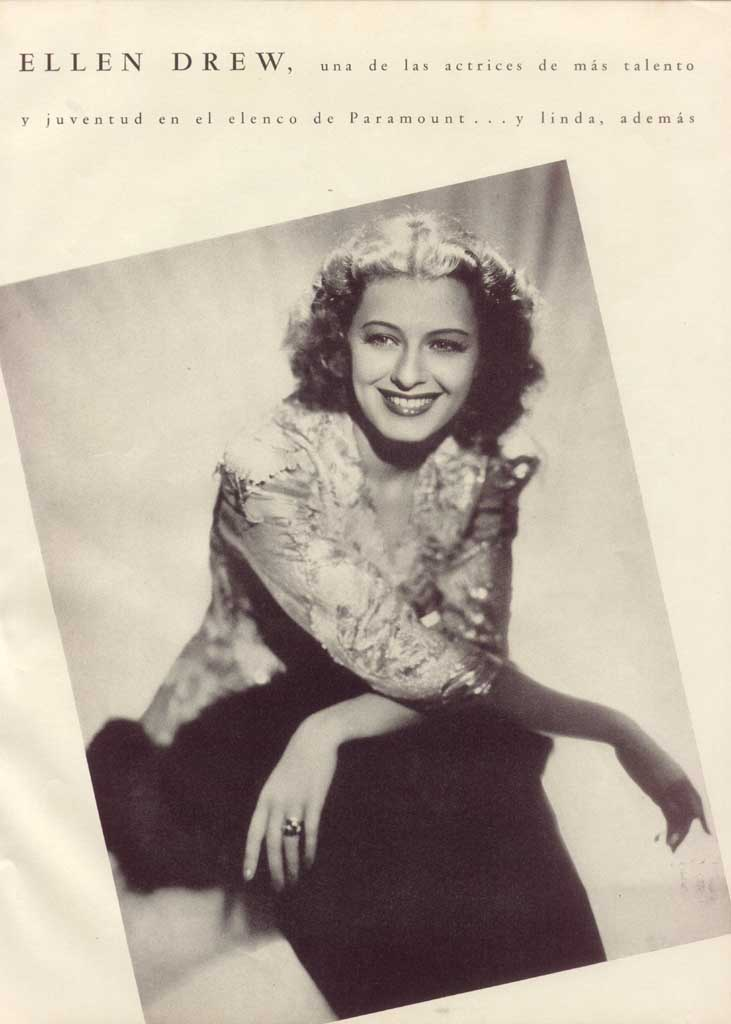

엘렌 드류(Ellen Drew, 1915년 11월 23일 ~ 2003년 12월 3일)는 미국의 배우, 모델, 영화배우, 텔레비전 배우이다.
캔자스시티에서 태어났으며 팜데저트에서 사망하였다.

## 영화
- 스타스 인 마이 크라운 (1950년)
- 더 바론 오브 아리조나 (1950년)
- 조니 어클락 (1947년)
- 죽음의 섬 (1945년) - 테아 역
- 스타 스팽글드 리듬 (1942년)
- 마이 페이버릿 스파이 (1942년)
- 7월의 크리스마스 (1940년)
- 레이디스 프럼 켄터키 (1939년)
- 제로니모 (1939년)
- 싱 유 시너스 (1938년)
- 내가 왕이라면 (1938년)
- 내일을 위한 길 (1937년)
- 콜리지 홀리데이 (1936년)
- 리듬 온 더 레인지 (1936년)
- 빅 브로드캐스트 오브 1937 (1936년)